# Răzbunarea haiducilor
Răzbunarea haiducilor este un film românesc din 1968, regizat de Dinu Cocea după un scenariu scris de Eugen Barbu, Mihai Opriș și Dinu Cocea. El este cel de-al treilea film din seria Haiducii. Rolurile principale sunt interpretate de actorii Emanoil Petruț, Marga Barbu, George Constantin, Toma Caragiu, Olga Tudorache, Colea Răutu și Jean Constantin.
Acțiunea filmului se petrece în Muntenia de la începutul secolului al XIX-lea, în plină epocă fanariotă. După mazilirea soțului ei, Doamna Haricleea Hangerli vrea să ajungă la Stambul cu bijuteriile cumpărate cu banii furați de domnitor de la boieri pentru a unelti ca fiul ei să fie numit domnitor al țării. Ea se îmbarcă pe o corabie, dar este ucisă pe drum. Între timp, pentru a reintra în grațiile sultanului, Pazvanoglu, Pașa din Vidin, decide să-i ducă acestuia copii răpiți din satele românești de pe malul Dunării. Corabia pașei este sabotată de haiduci, iar copiii sunt transbordați pe o altă corabie care fusese anterior furată de haiducii lui Amza. Pe corabie au loc lupte între turci și români, iar în final haiducii reușesc să readucă copiii în satele de unde fuseseră furați.

## Rezumat
La începutul secolului al XIX-lea, Muntenia era jefuită de boieri și domnii fanarioți și secătuită de plata haraciului către Poartă. În plus, localitățile de pe malul Dunării erau atacate frecvent de bandele de tâlhari ale pașei din Vidin Osman Pazvantoğlu (1758-1807), care făceau dese expediții de jaf în Țara Românească. Bandele pașei din Vidin, așa-numiții pazvangii, furau vitele și alte bunuri, dădeau foc localităților și duceau oamenii în robie. Ca urmare a urzelilor doamnei Haricleea (Olga Tudorache), domnul fanariot Hangerli a ucis mai mulți boieri pentru a le lua averile. Doamna Haricleea a cumpărat giuvaieruri de 1 milion de galbeni. Denunțat turcilor, domnul a fost mazilit și ucis, corpul său fiind aruncat la câini; el a căzut astfel victimă perfidiei propriei sale soții. După moartea domnului, Doamna Haricleea a fugit din Palatul domnesc cu giuvaierurile.
Filmul începe cu sosirea într-un mic port de pe Dunăre a unei corăbii nemțești condusă de Herr Weber și care ducea marfă de la Viena la Odessa. Cu această navă sosește și Maria (Elisabeta Jar), fiica vel-vistiernicului Dudescu (Florin Scărlătescu) și nepoata fostului domn. Ea își găsește tatăl nebun, după ce averea sa îi fusese confiscată de domnul fanariot. Maria dorește să pună mâna pe bijuteriile Doamnei Haricleea, recăpătându-și averea, și să se răzbune pe aceasta. În acest scop, ea îl contactează pe Amza (Emanoil Petruț), căpetenia haiducilor, pentru a o ajuta.
În același timp, Pașa din Vidin (George Constantin) află că sultanul Selim vrea să vină cu oaste la Vidin pentru a-l ucide. La sfatul lui Maillard (Mihai Pălădescu), Pazvanoglu decide să-i dea sultanului în dar copii pentru a deveni ieniceri. Un grup de femei vin plângând la tabăra haiducilor, jeluindu-se că pazvangiii au făcut o incursiune în sat și au răpit toți copiii mici. La Vidin se organizează o licitație cu strigare pentru cumpărarea copiilor, iar Răspopitul (Toma Caragiu) deghizat în turc și prezentându-se ca Ispahan, fiul lui Capudan Bey Mustafa Ali Mohamed Ciolâc, „califul deșerturilor fără de sfârșit”, îi cumpără cu 4.000 de galbeni, vrând să-i aducă în țară. Pe când ieșea din oraș, el este oprit de Ibrahim (Colea Răutu), omul de încredere al pașei, care îi ia copiii. Auzind că copiii au fost urcați pe o corabie aflată pe Dunăre pentru a fi duși la Stambul, hangița Anița (Marga Barbu) se duce la Vidin și este găzduită de pașă în palatul său. Pretextând că vrea să deschidă un tractir la Viena și nu este mulțumită de calitatea fetelor din oraș, ea îl convinge pe pașă să o ducă cu corabia sa la Brăila.
În același timp, Doamna Haricleea urcă pe corabia nemțească care mergea cu marfă la Odessa și îl convinge pe căpitanul Weber să o ducă la Stambul, plătindu-i toate datoriile. Ea este cazată în aceeași cabină cu Maria Dudescu, care dorea să meargă la moșia sa de la Schela Brăilei. Haricleea i se plânge că a sărăcit și spune că se duce la Stambul pentru a unelti acolo ca fiul ei să obțină firmanul de domnie. În timp ce se spăla, Doamna Haricleea este lovită de Maria și apoi înecată în ligheanul cu apă de spălat, fiind aruncată în final peste bord. Maria nu găsește însă giuvaierurile pe care le avea Doamna Haricleea, în geamantanul său găsind numai capul tăiat al domnului. Fiind înțeleși cu Anița, haiducii lui Amza atacă și pun mâna pe corabia lui Weber, pornind în urmărirea corăbiei lui Pazvanoglu.
Pe corabia turcilor, înainte de Ostrovul Racului, țiganul Parpanghel (Jean Constantin), care o însoțea pe Anița, taie frânghia timonei și provoacă astfel lovirea corăbiei de stânci și spargerea chilei. Marinarii fug de frica lui Pazvanoglu. Temându-se că nu va putea să ajungă la Stambul în prima zi a Bairamului, pașa poruncește turcilor să tragă cu tunurile asupra unei corăbii care trecea prin apropiere (și care era chiar corabia furată de haiducii lui Amza, după cum era înțelegerea cu Anița) pentru a o sili să se oprească. Turcii transbordează copiii pe corabia nemțească, iar Pazvanoglu pornește cu corabia rechiziționată spre Stambul.
Citind jurnalul de bord al corabiei, Maillard află că pe corabie trebuiau să se afle două călătoare (Doamna Haricleea și Maria Dudescu), iar pe căpitan nu-l chema Walter Sachs, așa cum se recomandase Amza. Dându-și seama că au fost descoperiți, haiducii încep să se lupte cu turcii, dar sunt copleșiți numeric și imobilizați. Pașa le propune să treacă în slujba lui, iar Amza este pus în lanțuri și schingiuit de Ibrahim pentru a spune unde se afla Doamna Haricleea și giuvaierurile. Parpanghel reușește să fugă și se duce să-i cheme pe haiducii lui Stănculeasa care operau în bălțile Dunării.
Turcii o găsesc ascunsă pe corabie pe Maria Dudescu, iar de la aceasta află că Anița era ibovnica lui Amza. În fața amenințării ca Aniței să i se taie capul, Amza afirmă că a trimis un om al său cu giuvaierurile la o ascunzătoare de pe țărm. El este luat de turci, suit într-o barcă cu Pașa din Vidin și cu Ibrahim și dus pe țărm. Ajunși pe țărm, turcii sunt atacați și uciși de haiducii lui Stănculeasa care-i așteptau. Văzându-i pe turci spânzurați, pașa se urcă în barcă și începe să vâslească pentru a ajunge la corabie. Între timp, haiducii i-au îmbătat pe turcii de pe vas și i-au aruncat peste bord, apoi au urcat copiii în bărci și au pornit spre țărm. La plecare, Anița a dat foc corabiei pe care Maria se afla închisă într-o cușcă.
Maria reușește să scape și ca urmare a înclinării vasului în flăcări vede că trupul neînsuflețit al Doamnei Haricleea se agățase de ancoră, iar în buzunarele interioare ale hainelor se aflau giuvaierurile. Ea reușește să pună mâna pe giuvaieruri, dar în același timp sosește în spatele ei Pazvanoglu. Maria se apără și-i arde fața cu o torță în flăcări. Vasul explodează, iar bijuteriile doamnei Haricleea plutesc o perioadă la suprafața apei și apoi se duc la fund.

## Distribuție
- Emanoil Petruț — căpetenia de haiduci Amza
- Marga Barbu — hangița Anița, ibovnica lui Amza
- George Constantin — Pazvanoglu, pașa din Vidin
- Toma Caragiu — haiducul Răspopitul
- Olga Tudorache — Haricleea Hangerli, văduva domnului fanariot
- Colea Răutu — Ibrahim, omul de încredere al pașei
- Florin Scărlătescu — vel-vistiernicul Dudescu, vărul doamnei Haricleea
- Elisabeta Jar — Maria, fiica vel-vistiernicului Dudescu
- Mihai Pălădescu — Maillard, sfetnicul lui Pazvanoglu
- Jean Constantin — țiganul Parpanghel
- Elena Buhoci-Gurgulescu — țiganca Fira (menționată Ileana Buhoci)
- Draga Olteanu-Matei — Marghiolița, soția boierului Belivacă (menționată Draga Olteanu)
- Ion Punea — ispravnicul Rizea, omul serdarului Stavrache
- Mircea Bogdan — Weber, căpitanul navei Welle
- Mihai Badiu
- Constantin Prișcoveanu (menționat Const. Prișcoveanu)
- Mihai Berechet
- Marin Moraru — haiducul Dascălu
- Ernest Maftei — haiducul Mitrună
- Constantin Guriță — haiducul Duduveică
- Enache Manea
- Papil Panduru
- Constantin Lungeanu
- Mihai Soroțchi
- Tedy Dumitriu
- Alexandru Vasiliu

## Producție
Filmările au avut loc în vara anului 1967, în același timp cu Răpirea fecioarelor. Cheltuielile de producție s-au ridicat la 4.952.000 lei.  Filmările au fost realizate în sistem Cinemascop 2 pe peliculă de 35 mm lățime cu dispozitive speciale de filmare (2.35:1) pentru ecran lat.
Realizatorii filmului au apelat la mai mulți consilieri: Nicolae Stoicescu (istoric), Angelus Pellegrini (lupte), Ion Apahideanu (hipic), ing. Constantin Xenakis (tehnic). Regizor secund a fost Nicolae Corjos, iar operator filmări combinate ing. Alexandru Popescu, fratele regizorului Ion Popescu-Gopo. Muzica a fost interpretată de Orchestra Simfonică a Cinematografiei dirijată de Silviu Panțîru. Înregistrarea muzicii a fost efectuată de ing. Valentin Bude.
Corabia pe care s-au făcut filmările a fost proiectată, construită și condusă de căpitanul de cursă lungă Marin Deboveanu (n. 1933). Acesta a fost comandant pe navele companiei „Navrom” și a străbătut toate oceanele lumii. De asemenea, a fost profesor de navigație la Facultatea de Marină Civilă din cadrul Academiei Navale „Mircea cel Bătrân” din Constanța și a format generații întregi de conducători de iaht și de skipperi în cadrul cursurilor organizate de Yacht Club Regal Român. A înființat, împreună cu vicecomandorul Valeriu Timoftei, Școala de Yachting, unde predă cursuri. Marin Deboveanu a proiectat și construit corăbiile din filmele Răpirea fecioarelor, Răzbunarea haiducilor, Der Seewolf  și goeleta Speranța din filmul serial Toate pînzele sus.  Prin Decretul nr. 331 din 7 martie 2008, președintele Traian Băsescu i-a acordat comandorului în retragere Marin Deboveanu gradul de contraamiral de flotilă în retragere. 

## Recepție
Filmul Răzbunarea haiducilor a avut parte de un mare succes de public la cinematografele din România, fiind vizionat de 5.930.612 de spectatori.  El se află astfel pe locul 19 în topul celor mai vizionate film românești din toate timpurile după cum atestă un comunicat din 2006 al Uniunii Autorilor și Realizatorilor de Film din România. 
Analizând evoluția filmului românesc în perioada 1950-1975 în studiul „Un sfert de veac de film românesc” (1975), criticul Ecaterina Oproiu considera că filmele cu haiduci au urmat modelul filmelor de capă și spadă, cărora le-au adăugat elemente specific naționale, plasându-se într-o zonă limitrofă a filonului istoric. Ea scria următoarele: „În zonele limitrofe, ale «epopeii naționale», se dezvoltă o producție care, fără să renunțe la valorile educative, pune accentul pe divertisment și preia fără reticențe metodele filmului de capă și spadă, colorându-l cu vopsele naționale. Titlul cel mai semnificativ este Haiducii, un
serial de mare popularitate, povestind bravurile unor «pardaillani» valahi, mușchetari în ițari și justițiari pe cont propriu, care «iau de la bogați ca să dea la săraci», bagă spaima în împilători și apoi se retrag în codri, lăsând în urmă legende, ochi plânși de femeie, ecourile chefurilor cu lăutari și filozofia lor din vreme de popas: «toată lumea să trăiască, numai noi să nu murim!»”.
Călin Căliman considera că acest serial cu haiduci a avut o „intrigă atractivă și bine articulată”, motive folclorice și personaje pitorești. El a prilejuit câteva creații actoricești memorabile, printre care Răspopitul interpretat de Toma Caragiu și Anița interpretată de Marga Barbu, comparată de critic cu o „marchiză a haiducilor” prin analogie cu „marchiza îngerilor”, un personaj de film francez celebru în epocă. Filmările au fost realizate într-un cadru natural spectaculos, pe ritmurile unei muzici cu inflexiuni haiducești. Filmul a „prins” la public, determinând realizarea de continuări.
Criticul Tudor Caranfil a dat filmului două stele din cinci și a făcut următorul comentariu: „Haiducii intervin energic pentru a împiedica transportul unor pâlcuri de copii furați din sate românești, pentru desfătarea pedofililor stambulii. După mazilirea soțului ei, Doamna Heracleea fuge cu bijuteriile care vor rămâne motor și pentru episoade următoare, iar Anița se perpelește în focul nemilos al geloziei. Al treilea episod al serialului se resimte datorită inconsistenței dramatice. Dar atunci când Cocea reușește să scape din capcanele scenariului și ale dialogului suprasaturat de culoare arhaică, impune zone de cinema elocvente, ca prologul filmului. Bilanț comercial: aproape 6 milioane de spectatori.”
Un alt critic, Ioan Lazăr, observă că deși „filmele cantonează într-un decor intens fotogenizat, desigur depășind desuetudinea din producțiile similare, datorate lui Horia Igiroșanu” scenariștii imprimă filmului imaginație, dialoguri dezinvolte și pline de umor și suspans, Peisajele filmate sunt „în ton cu aerul degajat al haiducilor”, spre exemplu scena de final în care șirul de haiduci călări trece peste dealuri sau cadrul îndepărtat în care apar turci atârnând cu capul în jos în spânzurătorile-capcană din pădure. Marga Barbu începe să interpreteze o serie de personaje feminine implicate în intrigi de culise.

## Premii
Seria Haiducii (Haiducii, Răpirea fecioarelor și Răzbunarea haiducilor) a fost distinsă în 1971 cu trei premii ale Asociației Cineaștilor din România (ACIN): Eugen Barbu a primit Premiul pentru scenariu (împreună cu Titus Popovici) - pentru filmul Facerea lumii și contribuția la seriile Haiducii și Urmărirea, Marga Barbu a primit Premiul pentru interpretare feminină (împreună cu Ioana Bulcă și Irina Petrescu) - pentru rolurile din seriile Haiducii, Urmărirea și din filmul Facerea lumii, Hortensia Georgescu a primit Premiul pentru costume - pentru costumele din filmul Mihai Viteazul și din seria Haiducii.